# Watersnoodwedstrijd

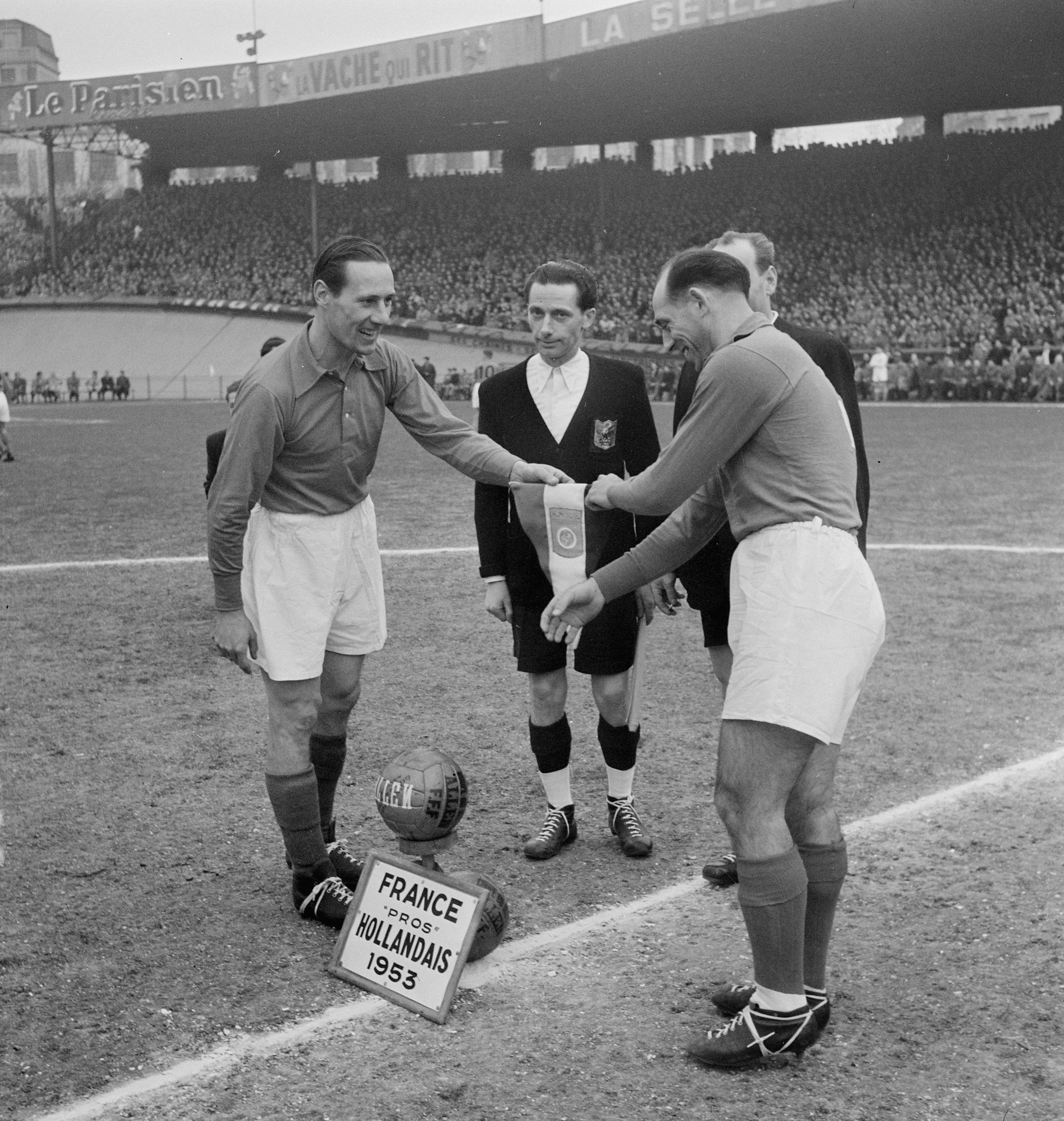
Aanvoerder Bram Appel (l) voor de toss met zijn Franse collega Roger Marche.

De watersnoodwedstrijd was een voetbalwedstrijd die werd gespeeld op 12 maart 1953 in het Parc des Princes in Parijs. De wedstrijd was bedoeld om aandacht te vragen voor de slachtoffers van de watersnood enige weken daarvoor.
De watersnood van 1 februari 1953 was voor Bram Appel en Theo Timmermans reden om samen met andere, in het buitenland spelende, Nederlandse voetbalprofs middels een officieuze interland tegen de Fransen geld in te zamelen. De profs speelden voor 8000 toegereisde landgenoten in Parijs tegen een sterk Frankrijk en won met 1–2. De doelpuntenmakers waren Bertus de Harder en Bram Appel voor Nederland en voor Frankrijk Jean Saunier.
Voor Nederland kwamen uit: Gerrit Vreeken (spelend voor Nantes), Jan van Geen (FC Nantes), Rinus Schaap (Racing Club de Paris), Cor van der Hart (Lille), Frans de Munck (1. FC Köln), Joop de Kubber (Girondins de Bordeaux), Bertus de Harder (Girondins de Bordeaux), Arie de Vroet (Rouen), Bram Appel (Stade de Reims), Kees Rijvers (St. Étienne), Theo Timmermans (Nîmes), Wim van Lent (Lens) en Fred Röhrig (Roubaix). Gelegenheidstrainer was Edmond Delfour.
Voor Frankrijk nomineerde trainer Pibarot: Ruminski (Lille) – Gianessi (Roubaix-Tourcoing), Marche (Reims) – Penverne (Reims), Jonquet (Reims), Gaulon (Stade Français Parijs) – Kopa (Reims), Ujlaki (Nîmes), Saunier (Le Havre), Gardien (Sochaux), Deladerrière (Nancy).
Eigenlijk waren er twee "watersnoodwedstrijden". Op 7 maart was al een officiële wedstrijd gespeeld ten behoeve van het Rampenfonds. Deze wedstrijd is wat in de vergetelheid geraakt door het succes en de impact van de wedstrijd op 12 maart. Het officiële Nederlands voetbalelftal speelde in Rotterdam tegen Denemarken en verloor met 1–2. Abe Lenstra scoorde het Nederlandse doelpunt.
De Watersnoodwedstrijd in Parijs bracht 110.000 gulden op voor het Rampenfonds en de wedstrijd van het Nederlands elftal 200.000 gulden. De totale opbrengst van beide wedstrijden staat gelijk aan ruim 3 miljoen Euro anno 2023.

## Betaald voetbal
De wedstrijd van 12 maart kan worden gezien als directe aanleiding voor het ontstaan van het betaald voetbal in Nederland. Na de officieuze watersnoodwedstrijd werd in Nederland de roep om betaald voetbal alsmaar groter. Hoewel de in 1953 opgerichte NBVB zeker heeft bijgedragen aan de totstandkoming van het betaald voetbal in Nederland, gaf de watersnoodwedstrijd tegen Frankrijk de doorslag. Uiteindelijk ging de KNVB in 1954 overstag. De NBVB en de KNVB fuseerden en enkele clubs uit de NBVB zoals Fortuna '54, Holland Sport, Alkmaar '54, De Graafschap en profclub Amsterdam werden opgenomen in de competities van de KNVB.
De watersnoodwedstrijd werd op 31 maart 2004 herdacht met een vriendschappelijke wedstrijd tussen Nederland en Frankrijk (0–0). Van de 15 in deze wedstrijd ingezette Nederlandse internationals speelden tien toendertijd in het buitenland.
Kees Rijvers was de laatste overlevende die in de Watersnoodwedstrijd had meegespeeld. Hij overleed in maart 2024.